# Tuberitina
Tuberitina es un género de foraminífero bentónico de la familia Tuberitinidae, de la superfamilia Parathuramminoidea, del suborden Fusulinina y del orden Fusulinida. Su especie tipo es Tuberitina bulbacea. Su rango cronoestratigráfico abarca desde el Namuriense (Carbonífero superior) hasta el Lopingiense (Pérmico superior).

## Discusión
Clasificaciones más recientes incluirían Tuberitina en el suborden Parathuramminina, del orden Parathuramminida, de la subclase Afusulinina y de la clase Fusulinata.

## Clasificación
Tuberitina incluye a las siguientes especies:
- Tuberitina bulbacea †
- Tuberitina collosa †
  - Tuberitina collosa spinosa †
- Tuberitina conili †
- Tuberitina crassa †
- Tuberitina grandis †
- Tuberitina insueta †
- Tuberitina irregularis †
- Tuberitina laosensis †
- Tuberitina maljavkini †
- Tuberitina plana †
- Tuberitina porifera †
- Tuberitina radiotheca †
- Tuberitina reitlingerae †
- Tuberitina rotunda †
- Tuberitina variabilis †
- Tuberitina vasiformis †

Otra especie considerada en Tuberitina es:
- Tuberitina rotundata †, de posición genérica incierta